# Лю Цзысюй
Лю Цзысюй (кит. 刘子旭; род. 27 августа 1997 года, Сиань, Китай) — китайский спортсмен-паралимпиец, соревнующийся в биатлоне и лыжных гонках. Чемпион зимних Паралимпийских игр 2022 года в Пекине.

## Биография
На зимних Паралимпийских играх 2022 в Пекине 5 марта Лю Цзысюй с результатом 18:51.5 завоевал золотую медаль в биатлоне в спринте на 6 км среди спортсменов, соревнующихся сидя. 11 марта завоевал бронзу на дистанции 12,5 км, уступив соотечественнику Лю Мэнтао и украинцу Тарасу Радю.